# Ferrari SF70H
A Ferrari SF70H egy Formula–1-es versenyautó, melyet a Ferrari csapat a 2017-es Formula–1 világbajnokság során használt. Pilótái az előző évi páros, Kimi Raikkönen és Sebastian Vettel maradtak.
Ez volt az utolsó év, amikor a csapat főszponzora a Santander volt. Az autó beceneve Gina volt. Nevében a 70-es szám a Scuderia Ferrari 70. születésnapjára utal. A Spanyol Nagydíjtól kezdődően előírásszerűen nagyobb rajtszámokat kezdtek el használni, melyek megegyeztek a csapat által a 70-es években használtakkal.
Az SF70H rendkívül versenyképes konstrukció volt, öt győzelmet és öt pole pozíciót szereztek pilótái, és végig versenyben volt a világbajnoki címért, melyet végül sorozatos balszerencsék és hibák miatt nem ért el a csapat.

## Az idény
Már a szezon eleji teszteken látszott, hogy egy gyors konstrukció készült. Ezt be is bizonyították a szezonnyitó Ausztrál Nagydíjon, ahol Vettel megnyerte a versenyt, jó taktikázással. Raikkönen negyedik lett, és így elég pontot gyűjtöttek ahhoz, hogy a turbóérában először más csapat vezesse a konstruktőri bajnokságot, mint a Mercedes. Kínában a biztonsági autó miatti eltaktikázás egy nehezen megszerzett második helyet jelentett Vettelnek, aztán Bahreinben ismét győzni tudott. Az Orosz Nagydíjon a Ferrari pilótái rajtolhattak az első sorból, de Valtteri Bottas ragyogó starttal mindkettejüket megelőzte, és később meg is szerezte élete első futamgyőzelmét.
Spanyolországban Raikkönen kiesett, de Vettel ismét második lett. Monacóban aztán Raikkönen szerzett pole pozíciót, méghozzá közel 9 év után az elsőt. A versenyen aztán az eltérő boxtaktika miatt (mely miatt meg is vádolták a Ferrarit, hogy Raikkönen szándékosan volt a lassabb stratégián) a versenyzők helyet cseréltek, és Vettel nyert. Raikkönen csak a második helyen futott be, de ezzel hét év után először értek el kettős győzelmet. Kanadában egy pocsék hétvégét követően sok pontot vesztettek.
Egy hírhedt összetűzés történt az Azerbajdzsáni Nagydíjon. A számtalan ütközés és baleset tarkította futamon Vettel agresszíven rárántotta a kormányt az előtte a biztonsági autó mögött, szerinte túl lassan haladó Hamiltonra, aki állítása szerint vészfékezésre késztette őt. Ettől a Ferrari első szárnya letörött, és az ennek cseréje miatti időveszteség mellett 10 másodperces büntetést is kapott. Később három büntetőpontot is kapott, majd, hogy elkerülje az egy versenyes eltiltást, nyilvánosan bocsánatot is kért Hamiltontól (aki egy másik, az esettől független hiba miatt szintén visszaesett). Ausztriában aztán Vettel úgy lett második, hogy alig 6 tized másodperccel maradt le a győzelemről Bottas mögött. A Brit Nagydíjon Vettel csak a hetedik lett guminyomás-problémák miatt, Raikkönen viszont a harmadik helyig jutott fel. A Magyar Nagydíjon dominált a Ferrari, Vettel a kormánymű meghibásodása ellenére, és úgy, hogy látványosan lassulni kezdett, megnyerte a versenyt Raikkönen előtt, újabb kettős győzelmet aratva így a csapat. Belgiumban aztán Vettel és Hamilton vérre menő csatát vívtak az első helyért, amit végül Hamilton szerzett meg. Raikkönen ezzel szemben 10 másodperces büntetést kapott sárga zászló figyelmen kívül hagyásáért. Olaszországban aztán ismét csak szenvedett a csapat, Vettel elvesztette a vezető helyet a világbajnokságban.
Szingapúrban aztán tragikusan végződött a futam a Ferrari számára. Vettel pole pozíciót ért el, Raikkönen pedig negyedik lett az időmérő edzésen. A versenyen aztán, a rajt utáni tülekedésben Vettel, hogy visszatartsa az előzni próbáló Max Verstappent, elévágott, aki megpróbált visszahúzódni, de nem volt hová - ott volt ugyanis Raikkönen. Verstappen és Raikkönen összeütköztek, majd a finn becsapódott a saját csapattársába. Mindhárman kiestek - még sosem fordult elő addig, hogy a két Ferrari már a verseny első körében kiessen. A balszerencse tovább sújtotta őket Malajziában, ahol Vettel autójában motort kellett cserélni, így az utolsó helyről kellett rajtolnia. Raikkönen viszont motorproblémák miatt el sem tudott rajtolni - Vettel negyedik lett. Ha ez még nem lett volna elég, Japánban Raikkönen öt helyes rajtbüntetést kapott egy szabadedzésen elkövetett hibáért, a versenyen pedig a második helyről rajtoló Vettel autója fokozatosan elkezdett lassulni, majd a negyedik körben megállt. Ezzel a három futammal a Ferrari annyi pontot vesztett, hogy Lewis Hamilton és a Mercedes kényelmes előnyt autózott össze magának a világbajnoki címért folytatott küzdelemben - esélyük így innentől tulajdonképpen matematikai volt.
Austinban második lett Vettel, Raikkönen pedig a harmadik, de a konstruktőri bajnoki címet már elvesztették a Mercedesszel szemben. Mexikóban Vettelnek legalább másodiknak kellett lennie úgy, hogy Hamilton ne legyen tizediknél jobb, ahhoz, hogy életben tartsa reményeit. A verseny első kanyarjaiban összeütköztek, mindketten a mezőny végére kerültek defekt, illetve szárnycsere miatt. Vettel óriási küzdelemmel tört előre, de így is csak a negyedik helyig jutott, ami nem volt elég. Hamilton kilencedik lett, és így világbajnok.
Vettel még megnyerte a Brazil Nagydíjat, Abu Dhabiban pedig harmadik lett, így a Ferrari és Vettel is másodikok lettek a bajnokságban, míg Raikkönen negyedik.

## Eredmények
| Év   | Csapat           | Motor       | Gumik | Versenyzők       | Nagydíjak | Nagydíjak | Nagydíjak | Nagydíjak | Nagydíjak | Nagydíjak | Nagydíjak | Nagydíjak | Nagydíjak | Nagydíjak | Nagydíjak | Nagydíjak | Nagydíjak | Nagydíjak | Nagydíjak | Nagydíjak | Nagydíjak | Nagydíjak | Nagydíjak | Nagydíjak | Nagydíjak | Pontok | WCC |
| Év   | Csapat           | Motor       | Gumik | Versenyzők       | AUS       | CHN       | BHR       | RUS       | ESP       | MON       | CAN       | AZE       | AUT       | GBR       | HUN       | BEL       | ITA       | SIN       | MAL       | JPN       | USA       | MEX       | BRA       | ABU       |           | Pontok | WCC |
| 2017 | Scuderia Ferrari | Ferrari 062 | P     |                  |           |           |           |           |           |           |           |           |           |           |           |           |           |           |           |           |           |           |           |           |           |        |     |
| 2017 | Scuderia Ferrari | Ferrari 062 | P     | Kimi Räikkönen   | 4         | 5         | 4         | 3         | KI        | 2         | 7         | 14†       | 5         | 3         | 2         | 4         | 5         | KI        | NI        | 5         | 3         | 3         | 3         | 4         | 522       | 2.     |     |
| 2017 | Scuderia Ferrari | Ferrari 062 | P     | Sebastian Vettel | 1         | 2         | 1         | 2         | 2         | 1         | 4         | 4         | 2         | 7         | 1         | 2         | 3         | KI        | 4         | KI        | 2         | 4         | 1         | 3         | 522       | 2.     |     |

## Fordítás
- Ez a szócikk részben vagy egészben  a   Ferrari SF70H című angol Wikipédia-szócikk ezen változatának fordításán alapul.  Az eredeti cikk szerkesztőit annak laptörténete sorolja fel. Ez a jelzés csupán a megfogalmazás eredetét és a szerzői jogokat jelzi, nem szolgál a cikkben szereplő információk forrásmegjelöléseként.